# Bataille de Vlakfontein
Seconde guerre des Boers
Batailles
Raid Jameson (décembre 1895 - janvier 1896)
- Doornkop

Front ouest (octobre 1899 - juin 1900)
- Kraaipan
- Belmont
- Graspan
- Modder River
- Stormberg
- Magersfontein
- Kimberley
- Paardeberg
- Poplar Grove
- Driefontein
- Sand River
- Mafeking
- Doornkop
- Biddulphsberg
- Lindley
- Diamond Hill

Front est (octobre 1899 - août 1900)
- Talana Hill
- Elandslaagte
- Rietfontein
- Bataille de Ladysmith
- Colenso
- Spion Kop
- Vaal Krantz
- Siège de Ladysmith
- Libération de Ladysmith
- Bergendal

Raids et guérillas (mars 1900 - mai 1902)
- Sanna's Post
- Mostertshoek
- Jammerbergdrift
- Roodewal
- Bothaville
- Leliefontein
- Nooitgedacht
- Vlakfontein
- Groenkloof
- Elands River
- Bloedrivier Poort
- Bakenlaagte
- Groenkop
- Tweebosch
- Rooiwal

La bataille de Vlakfontein est une bataille qui s'est déroulée au cours de la seconde guerre des Boers

## Déroulement
Le 29 mai 1901, un kommando boer dirigé par le général Kemp se replie après un affrontement avec une armée britannique commandée par Henry Grey Dixon. La bataille se tint à Vlakfontein, au nord-ouest du Transvaal (100 km de Johannesburg). À la recherche d'armes boers enterrées, sur base de fausses informations, l'arrière-garde de la colonne britannique de Dixon se fit surprendre par le kommando de Kemp. L'attaque fut masquée par le feu mis au veld par les hommes de Kemp. Deux canons furent notamment pris par les Boers, mais repris peu après par les Britanniques.

## Sources
- (en) Thomas Pakenham, The Boer War, New York, Random House, 1979 (réimpr. 2001), 718 p. (ISBN 978-0-380-72001-9)
- Great Britain in Africa: The History of Colonial Expansion sur Google Books